# Хайнрих фон Глайхен и Хатцфелд
Хайнрих фон Глайхен и Хатцфелд (на немски: Heinrich Graf von Gleichen und Hatzfeldt; * 1641; † 15 август 1683, Ройцзин) от род фон Хатцфелд в Хесен, е граф на Хатцфелд-Глайхен, господар на Кранихфелд, Вилденбург, Кроторф, Шьонщайн и Халтенбергщетен.

## Произход и наследство
Той е третият син на граф Херман фон Хатцфелд-Глайхен (* 12 юли 1603; † 23 октомври 1673) и съпругата му Мария Катарина Кемерер фон Вормс-Далберг († сл. 4 септември 1676), дъщеря на фрайхер Волф Дитрих Кемерер фон Вормс-Далберг († 1 юли 1618) и Магдалена фон Кронберг († 29 август 1616, Майнц). Брат е на Франц фон Хатцфелд (1638 – 1685), домхер във Вюрцбург, Трир и Майнц, Мелхиор фон Хатцфелд († 1658/1660?), убит в битка близо до Гент, и на Йохан Себастиан фон Хатцфелд и Глайхен (1654 – 1708/1696), господар на Кроторф и Вилденбург. Сестрите му са Луция фон Хатцфелд († 1716), омъжена на 18 февруари 1658 г. в Халтенбергщетен, Щутгарт, за граф Кристиан фон Хоенлое-Бартенщайн и Глайхен (1627 – 1675), и Мария Елеонора фон Хатцфелд († 1667), омъжена 18 февруари 1658 г. в Халтенбергщетен за граф Лудвиг Густав фон Хоенлое-Валденбург-Шилингсфюрст (1634 – 1697), брат на Кристиан фон Хоенлое-Бартенщайн и Глайхен.
Хайнрих фон Глайхен и Хатцфелд е дядо на 1. княз (1741) Франц Филип Адриан фон Хатцфелд-Глайхен-Трахенбург. През 1803 г. наследниците му стават чрез наследство князе „фон Хатцфелдт цу Трахенберг“. След 1830 г. наследниците му стават князе и се наричат Князе фон Хатцфелд-Вилденбург.

## Фамилия
Хайнрих фон Глайхен и Хатцфелд се жени на 25 ноември 1670 г. за фрайин Катарина Елизабет фон Шьонборн (* 1 май 1652; † 1707), дъщеря на Филип Ервайн фон Шьонборн (1607 – 1668) и фрайин Мария Урсула фон Грайфенклау цу Фолрадс (1612 – 1682). Те имат децата:
- Мария Анна фон Хатцфелд (* 1671; † 1723), омъжена за фрайхер Хайнрих Дегенхарт фон дер Форст-Ломбек
- Луция София фон Хатцфелд (* 1672; † 1692)
- Мария Терезия фон Хатцфелд (* 1673; † сл. 1727)
- Мария София фон Хатцфелд (* 1675; † 1690)
- Франц фон Глайхен и Хатцфелд (* 16 април 1676; † 27 март 1738, Бреслау), граф на Глайхен и Хатцфелд, господар на Вилденберг, женен на 25 ноември 1708) за графиня Анна Шарлота Елизабет фон Щадион цу Вартхаузен, и Танхаузен (* 22 септември 1689; † 11 август 1763, Бреслау), родители на 1. княз (1741) Франц Филип Адриан фон Хатцфелд-Глайхен-Трахенбург (* 2 март 1717; † 5 ноември 1779)
- Мелхиор фон Хатцфелд (* 1677; † сл. 1751), неженен
- Хайнрих Йозеф фон Хатцфелд (* 16 януари 1679; † 20 септември 1721), неженен
- Мария Елеонора Шарлота фон Хатцфелд (* 6 септември 1679; † 26 април 1718, Визентхайд), омъжена I. на 18 април 1695 г. за граф Йохан Ото фон Дернбах-Визентхайд († 1697), II. на 12 или 14 ноември 1701 г. за граф Рудолф Франц Ервайн фон Шьонборн (* 28 октомври 1677; † 22 септември 1754, Гайбах)
- Катарина Елизабет фон Хатцфелд (* 1680; † 1707)
- Антон Себастиан фон Глайхен и Хатцфелд (* 25 ноември 1682; † 24 февруари 1727), неженен
- Антон Лотар фон Хатцфелд († 1721), неженен